# Звенигородский, Григорий Васильевич
Князь Григорий Васильевич Звенигородский — наместник, воевода и окольничий Русского царства времён перед смутой. Рюрикович в XXI колене, из князей Звенигородских. 
Единственный сын князя Василия Михайловича Звенигородского по прозванию Угрим, который подстригся с именем Варлаам (1598), потом принял схиму в Соловецком монастыре, где и погребён в церкви Святых Чудотворцев Зосимы и Савватия.

## Биография
Подписался в поручной записи по тем боярам, которые ручались в верной службе князя Ивана Фёдоровича Мстиславского царю Иоанну Грозному (1571). Согласно «РБСП», в случае его побега поручители должны были заплатить в казну государя двадцать тысяч рублей; при несостоятельности поручителей уплата разверстывалась между лицами, подписавшими «подручную» запись. 
С Благовещенья, наместник в Рославле (1574), стоял в охране на польской украине. Воевода в Красном (с 15 августа 1576). Писан в дворянах по Дорогобужу (1577). 
Находился в городе Алысте (Мариенбурге) в числе второго воеводы, который должен был распоряжаться отправкой хлебных запасов для войска в Ливонские города (1579). Наместник и воевода в Брянске (1587). Описывал земли Суздальского уезда. Воевода в Копорье (1599). 
Имел сыновей: князя, стольника Ивана и воеводу Семёна Григорьевичей. 